# Idaea pediculata
Idaea pediculata là một loài bướm đêm trong họ Geometridae.